# Garfunkel and Oates
Garfunkel and Oates är en amerikansk komikerduo från Los Angeles, i Kalifornien, bestående av låtskrivarna och skådespelarna Riki Lindhome (Garfunkel) och Kate Micucci (Oates). Gruppens namn är hämtat från artisterna Art Garfunkel och John Oates, som bägge var andranamn i varsin känd musikduo; Simon & Garfunkel respektive Hall & Oates.

## Historia

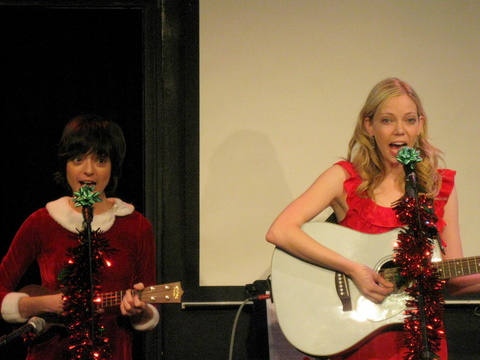
Garfunkel and Oates under en julshow på the Upright Citizens Brigade Theater.

### Bakgrund
Lindhome och Micucci växte båda upp i delstaten Pennsylvania i USA, men träffades på the Upright Citizens Brigade Theatre i Los Angeles, där de båda skulle se samma föreställning. Duon bildades när de tillsammans började arbeta med att göra en musikal av kortfilmen Imaginary Larry, skriven av Lindhome.

### TV-framträdanden
I några avsnitt av TV-serien Scrubs dyker Micucci upp i rollen som Stephanie Gooch. Hon introduceras i avsnittet My Lawyer's in Love som sändes första gången 3 februari 2009. I avsnittet framför hon Garfunkel and Oates låt Fuck You tillsammans med Sam Lloyd i rollen som Ted Buckland. I serien är dock låtens titel ändrad till Screw You. Stephanie Gooch medverkar i fem avsnitt av serien.
I början av 2011 tecknade duon ett avtal med HBO om att spela in en TV-serie. Senare beslöt dock HBO att inte gå vidare med planerna.
Både Riki och Kate har även medverkat i CBS serien "The Big Bang Theory"

## Diskografi
Referens:
- 2009 - Music Songs
- 2011 - Slippery When Moist
- 2012 - All Over Your Face
- 2015 - Secretions

### Övrigt
2010 medverkade duon i låten These Girls på artisten Childish Gambinos album Culdesac.